# Ugo Finetti
Ugo Finetti (Milano, 17 gennaio 1944) è un giornalista e politico italiano.

## Biografia
Giornalista, direttore di Critica Sociale, è stato capogruppo del Partito Socialista Italiano a Palazzo Marino dal 1980 al 1985 e poi Vicepresidente della Regione Lombardia dal 1985 al 1992 e Presidente del consiglio regionale dal 18 giugno 1985 al 5 agosto 1985. Segretario della Federazione milanese del PSI nel 1979 e capogruppo socialista al comune di Milano nel 1980, ha fatto parte del comitato centrale del PSI. È stato co-segretario nazionale dei giovani socialisti e membro della Commissione Centrale di Controllo del PSI. È stato anche commissario della Biennale di Venezia e consigliere del Teatro alla Scala.
Caporedattore Rai dal 1978 al 2008, ha realizzato inchieste e reportage in vari Paesi europei.
Dal 2011 al 2014 è stato Presidente dell'Istituto per la scienza dell'amministrazione pubblica (ISAP).
Tra i suoi libri: "Libro bianco sulla crisi socialista" (1972), "Il dissenso nel PCI" (1978), "La partitocrazia invisibile" (1985), "La Resistenza cancellata" (2003), "Togliatti e Amendola. La lotta politica nel PCI" (2008), "Storia di Craxi. Miti e realtà della sinistra italiana" (2009), "Botteghe Oscure. Il PCI di Berlinguer & Napolitano" (2016).